# 2º Reggimento trasmissioni alpino
Il 2º Reggimento trasmissioni alpino è un'unità Trasmissioni di tradizioni alpine dell'Esercito Italiano, con sede a Bolzano, dipendente operativamente dal Comando trasmissioni.

## Storia

### A Firenze
Il 2º Reggimento trasmissioni alpino trae origini dal 2º Reggimento radiotelegrafisti (motto: Attraverso i cieli unisco i popoli) costituito in Firenze il 15 novembre 1926 con l'apporto di tre battaglioni del 1º Reggimento radiotelegrafisti.
Il comando di reggimento, il comando deposito, la compagnia deposito principale ed il III battaglione radiotelegrafisti sono dislocati nella caserma “Vittorio Emanuele II” (l'odierna “Luigi Morandi” già “Simoni”) di Firenze, il IV Btg. nella sede di Piacenza ed il V Btg. nella sede di Venezia-Mestre e due depositi succursali a Piacenza e Mantova.
A tale data la forza alle armi, effettiva al Reggimento è di 31 ufficiali, 35 sottufficiali e 610 militari di truppa.
Nel contempo, diviene responsabile dell'esercizio della rete radiotelegrafica delle stazioni situate nei territori dei corpi d'armata di Torino, Milano, Verona, Trieste, Bologna e Firenze.
Il 30 dicembre 1926 il comando di reggimento, il comando deposito e la compagnia deposito principale si trasferiscono, sempre in Firenze, nella fabbrica VII della ex fortezza da Basso (dal 1967 è di proprietà comunale).
Durante il 1927, diviene responsabile della gestione della rete di collegamenti di sette corpi d'armata con sede rispettivamente in Firenze, Alessandria, Milano, Genova, Torino, Verona e Mestre.
Il 31 marzo 1929, è assegnato il II Battaglione radiotelegrafisti di stanza a Varese, proveniente dal 1º Reggimento radiotelegrafisti.

### A Novi Ligure
Il 19 novembre 1930 il comando reggimentale, il III Battaglione e la compagnia deposito sono trasferiti a Novi Ligure (AL) presso la caserma “Emanuele Filiberto”, l'attuale “Luigi Giorgi” (passata al Comune). In conseguenza della ridislocazione, gli è assegnato un reparto trasporti.
Il 21 febbraio 1932 è costituito, sempre in Novi Ligure, il I Battaglione, traendo il personale dagli altri reparti del reggimento.
Il 28 ottobre 1932 a seguito di un nuovo ordinamento assunto dall'Arma, il reggimento venne sciolto ed i suoi reparti riassegnati a vari reggimenti del genio:
- il I Battaglione venne trasferito a Casale Monferrato passando alle dipendenze del 2º Reggimento genio;
- il II Battaglione rimase nella sede di Novi Ligure passando alle dipendenze del 3º Reggimento genio di Pavia;
- il III Battaglione venne trasferito a Vercelli passando alle dipendenze del 1º Reggimento genio;
- il IV Battaglione venne sciolto e le sue compagnie 7ª e 8ª passarono rispettivamente alle dipendenze del 4º Reggimento genio di Verona e al 5º Reggimento di Trieste;
- il V Battaglione passa alle dipendenze dell'11º Reggimento genio di Udine;
- la compagnia deposito ed il reparto trasporti passano al 1º Reggimento genio minatori costituito nella stessa data in Novi Ligure.

### A Bolzano
Il 20 agosto 1951 venne costituito a Bolzano nella Caserma "Vittorio Veneto" a supporto del IV Comando Militare Territoriale il IV Battaglione collegamenti (motto: Ad ogni costo) articolato su tre compagnie, che ereditava le tradizioni di due reparti che avevano operato nel corso della seconda guerra mondiale: il IV Battaglione Telegrafisti del 10º Reggimento genio ed il IV Battaglione collegamenti d’armata del 5º Reggimento genio.

#### Il battaglione
Dal 5 febbraio 1952 il reparto assumeva la denominazione di IV Battaglione trasmissioni di corpo d’armata, operando, a partire dal 1º maggio 1952, a supporto del IV Corpo d'armata.
L'11 novembre 1963 il IV Battaglione trasmissioni fu trasferito nella caserma "Luigi Cadorna" di Bolzano, attigua alla Caserma "Vittorio Veneto".
Il 1º gennaio 1969 la Compagnia esercizio, la 1ª e 2ª Compagnia costruzioni linee assunsero la denominazione di 1ª, 2ª e 3ª Compagnia trasmissioni e nel contempo venne costituito il plotone comando e servizi.
Il 1º ottobre 1975, in base a disposizioni dello SME, che prevedevano l'assegnazione di nominativi di passi montani ai battaglioni trasmissioni dell'Esercito di Campagna, il reparto ha assunto la denominazione di 4º Battaglione trasmissioni "Gardena", mantenendo invariata la sede. Nella stessa data, l'unità è stata resa depositaria delle tradizioni del 2º Reggimento radiotelegrafisti, è stato ad essa attribuito lo stemma araldico e le è stato assegnato il motto Sempre in più vasti spazi.
Il 21 gennaio 1976, sulla base delle disposizioni emanate dallo Stato maggiore dell'Esercito intese a conferire a tutti i reparti del 4º Corpo d'armata alpino le caratteristiche peculiari delle truppe alpine, al Battaglione è stato conferito il tradizionale "cappello alpino".
Il 21 marzo 1976 al 4º Battaglione trasmissioni Gardena è stata concessa la bandiera di guerra già appartenente al 2º Reggimento radiotelegrafisti delle cui tradizioni il Battaglione diviene così depositario spirituale.
In seguito al terremoto del Friuli, avvenuto il 6 maggio 1976, il Battaglione ha partecipato alle operazioni di soccorso alle popolazioni colpite dal sisma.
Il 1º maggio 1979 la 3ª Compagnia assume la denominazione di 4ª Compagnia con fisionomia di Compagnia radio, in osservanza dell'organigramma del 4º Battaglione trasmissioni “Gardena”, previsto dalle tabelle organiche, edizione 1976.
Il Battaglione è intervenuto in soccorso alle popolazioni delle regioni Campania e Basilicata colpite dal terremoto del 23 novembre 1980, il concorso proseguì fino al febbraio 1981.
Il 10 dicembre 1984 venne costituita la 3ª Compagnia trasmissioni con compiti operativi previsti da circolare dello Stato maggiore dell'Esercito.
Nel luglio 1985, in seguito alla frana di Stava, il Battaglione prese parte alle operazioni di soccorso alla popolazione.
Nel luglio 1987, in seguito all'alluvione che ha colpito la Valtellina, il Battaglione prese parte alle operazioni di soccorso alla popolazione.
Nel 1991 durante la guerra del Golfo, il Battaglione ha concorso nelle operazioni di difesa a obbiettivi civili nell'area di Bolzano.
L'8 agosto 1992, a seguito del nuovo ordinamento, che ripristinava il livello reggimentale nell'Esercito Italiano l'unità viene trasformata in 2º Reggimento Trasmissioni, diventando depositario di tutte le tradizioni del 4º Battaglione trasmissioni "Gardena" e della 7ª Compagnia trasmissioni, dislocata a Bassano del Grappa ed erede del VII Battaglione Trasmissioni di Corpo d'armata del IV Corpo d'Armata Alpino, fino ad allora autonoma che assume, nel 1992, la denominazione di 2ª Compagnia Ponti Radio.
Il VII Battaglione Trasmissioni era stato costituito in Firenze il 15 giugno 1949 con compiti operativi e territoriali (con la fisionomia organica di un battaglione collegamenti di Corpo d'armata, e posto alle dipendenze del 6º Comando Militare Territoriale di Firenze. Il 1º gennaio 1959 il battaglione venne trasferito nella Caserma "Plozner Mentil" di Paluzza (UD) con compiti prettamenti operativi e passò alle dipendenze del Comando Truppe CARNIA-CADORE con sede stanziale a San Daniele del Friuli. Il 23 ottobre 1968 l'unità si trasferita nella caserma "Monte Grappa" di Bassano del Grappa e dal 1º giugno 1975 passò direttamente alle dipendenze del Comando 4º Corpo d'Armata Alpino di Bolzano.
Il 30 settembre 1976 il VII Battaglione Trasmissioni venne sciolto e diede vita alla 7ª Compagnia Trasmissioni del 4 °C.A. Alpino (Motto: Inter montes certa vox, in italiano Fra i monti voce certa). Al reparto fu affidata la realizzazione e gestione di linee in ponte radio campali e territoriali per le esigenze di comando ed operative del Comando 4 °C.A. Alpino. La 7ª Compagnia Trasmissioni intervenne in soccorso alla popolazione in occasione del sisma del 1980 in Campania e Basilicata e nel 1987 a seguito dell'alluvione della Valtellina. Nel 1991 durante la guerra del Golfo, il reparto concorse nelle operazioni di difesa di obbiettivi civili nell'area di Vicenza e Bolzano.

#### Il reggimento
L'8 agosto 1992, a seguito del nuovo ordinamento, che ripristinava il livello reggimentale nell'Esercito Italiano il Battaglione trasmissioni "Gardena" venne trasformato in 2º Reggimento Trasmissioni.
Quell'anno e nel 1993 il reggimento venne impiegato, a livello compagnia e plotone, nelle operazioni per il controllo del territorio in Sicilia nelle province di Enna, Catania, Siracusa, Ragusa e Caltanissetta nell'Operazione Vespri siciliani.
Negli anni 1993 e 1994, il Reggimento, con l'invio di Sottufficiali e militari di truppa in Mozambico, ha fornito supporto radio per l'esigenza dell'operazione Albatros garantendo, con l'impiego di stazioni radio RH6/1000, le comunicazioni con l'Italia.
Il 27 dicembre 1993, in ottemperanza alla circolare di SME datata 22 luglio 1993 viene costituito il Reparto alla Sede Tipo “B” inquadrato nella Compagnia Comando e Servizi.
Nel novembre del 1994, il Reggimento partecipa alle operazioni di soccorso alle popolazioni del Piemonte colpite dall'alluvione. Nello stesso anno il Reggimento è impiegato, a livello compagnia, nelle operazioni per il controllo del territorio in Sicilia nelle province di Catania e Caltanissetta (Vespri Siciliani).
Nel 1995 il Reggimento è reimpiegato, a livello compagnia, nell'Operazione Vespri Siciliani nella provincia di Caltanissetta in Sicilia e nell'operazione Riace in Calabria.
Nel 1996 il Reggimento, è stato impiegato unitariamente sempre in Sicilia nell'operazione Vespri Siciliani e gli venne affidato il settore della provincia di Enna e nel 1997, a livello compagnia, nelle province di Catania e Palermo.
Dal 1999, senza soluzione di continuità, ha preso parte alle operazioni di pace nei vari teatri operativi (Bosnia, Albania, Kosovo, Macedonia, Iraq, Afghanistan, Libano, Ciad e Haiti).
Il 28 febbraio 1999, in ottemperanza a disposizioni dello SME viene sciolta la 2ª Compagnia Ponti Radio con sede in Bassano del Grappa.
Il 10 febbraio 2000, in ottemperanza alla Circolare dello SME datata 20 gennaio 2000, il Reggimento passa di dipendenza dal Comando Truppe Alpine al Comando C4-IEW delle Forze Operative Terrestri.
Il 1º agosto 2000, viene enucleata una Compagnia Trasmissioni in favore del Comando Truppe Alpine.
Il 1º settembre 2000 il Reggimento assume la fisionomia organica di “Reggimento C4 – Supporto di Rete”.
Il 26 settembre 2001, in ottemperanza alla Circolare dello SME datata 14 maggio 2001, il Reggimento assume fisionomia organica di “Reggimento Trasmissioni di Proiezione” e con una struttura organica che contemplava la costituzione di un ulteriore battaglione articolato su due compagnie che prende il nome del disciolto Battaglione trasmissioni "Pordoi" ("Extrema iungo praesidia") della Regione Militare Nord Est.
Il 20 dicembre 2004, in ottemperanza alla Circolare dello SME datata 14 ottobre 2004, il Reggimento assume fisionomia organica di “Reggimento Trasmissioni di Supporto alla Manovra” e, contestualmente, viene costituita la 6ª Compagnia Trasmissioni alle dipendenze del Battaglione “Pordoi”.
Il 1º aprile 2007, in ottemperanza alla Circolare dello SME datata 30 novembre 2006, viene costituito il Reparto alla Sede di tipo “A” della Caserma V. Veneto dipendente dal 2º rgt. t.
Il 1º gennaio 2009, in ottemperanza alla Circolare dello SME datata 9 dicembre 2008, il reggimento assume la denominazione di 2º Reggimento Trasmissioni Alpino.
Con il decreto ministeriale n. 1015 in data 5 maggio 2010 al 2º Reggimento Trasmissioni Alpino è stata concessa la croce d'oro al merito dell'Esercito.

## Struttura
- Comando
  -  Compagnia comando
  -  Battaglione trasmissioni "Gardena"
    -  1ª Compagnia
    -  2ª Compagnia
    -  3ª Compagnia

  -  Battaglione trasmissioni "Pordoi"
    -  4ª Compagnia
    -  5ª Compagnia
    -  6ª Compagnia

## Stemma
Tagliato; nel primo d'argento a un giglio bottonato di rosso (per Firenze), nel secondo sempre d'argento alla fascia di rosso su cui vi è una stella d'oro a sei punte (per Bolzano; stemma di Bolzano).
Ornamenti: sullo scudo corona turrita d'oro; sotto, su lista bifida d'oro, svolazzante, con la concavità rivolta verso l'alto, il motto Sempre in più vasti spazi.

## Impiego
Missioni del Reggimento dal 1960 ad oggi
- 1960 Esigenza Alto Adige;
- 1963 Disastro del Vajont;
- 1976 Terremoto del Friuli;
- 1980 Terremoto dell'Irpinia;
- 1985 Disastro Val di Stava;
- 1987 Alluvione Valtellina;
- 1994 Alluvione Piemonte.
- 1991-1992 Operazione Pellicano in Albania;
- 1992 Forza Paris in Sardegna;
- 1992-1993-1994-1995-1996-1997 Operazione Vespri Siciliani in Sicilia;
- 1995 Operazione Riace in Calabria;
- 1993 UNOMOZ "ALBATROS" in Mozambico;
- KFOR in Kosovo e Albania;
- SFOR in Bosnia-Erzegovina;
- EUFOR in Macedonia e Bosnia-Erzegovina;
- 1997 "CONSTANT GUARD" in Bosnia;
- 1998 "JOINT ENDEAVUR" in Albania;
- 1999 "ARCOBALENO" in Albania;
- 1999 Operazione Allied Harbour in Albania;
- 1999 "JOINT FORGE" in Bosnia;
- 2000 "JOINT GUARDIAN" in Bosnia, Kosovo e Albania;
- 2001 "JOINT GUARDIAN" in Albania;
- 2002 ISAF in Afghanistan;
- 2002 "JOINT FORGE" in Bosnia;
- 2003 "JOINT GUARDIAN" in Bosnia, Kosovo e Albania;
- 2004 UNIFIL “LEONTE” in Libano;
- 2004 "DECISIVE ENDEAVOUR" in Kosovo;
- 2004 "ISAF" in Afghanistan;
- 2005 "JOINT ENTERPRISE" in Kosovo;
- 2005 ANTICA BABILONIA in Iraq;
- 2006 "ALTHEA" in Bosnia;
- 2006 "HERAT" in Afghanistan;
- 2006 "DOMINO" in Italia;
- 2007 "ALTHEA" in Bosnia;
- 2007 "LEONTE 2" in Libano;
- 2007 "ISAF" in Afghanistan;
- 2008 "ALTHEA" in Bosnia;
- 2008 "JOINT ENTERPRISE" in Kosovo;
- 2008 EUFOR "NICOLE" in Ciad;
- 2008 "ALTHEA" in Bosnia;
- 2009 "ANTICA BABILONIA" in Iraq;
- 2009 "LEONTE 6" in Libano;
- 2009 "ISAF" in Afghanistan;
- 2010 "WHITE CRANE" ad Haiti;
- 2010 "JOINT ENTERPRISE" in Kosovo;
- 2010 "LEONTE 9" in Libano;
- 2011 Operazione Strade Sicure;
- 2011 "ISAF" in Afghanistan;
- 2012 Operazione Strade Sicure;
- 2012 "LEONTE 13" in Libano;
- 2012 MNBG "Joint Enterprise" in Kosovo;
- EUFOR-RCA in Bangui;
- MIL "Coorte" in Libia;
- MIASIT in Libia;
- BMIS in Gibuti;
- EUTM in Somalia;
- EUTM in Mali;
- MISIN in Niger;
- SAGITTA in Turchia;
- BALTIC GUARDIAN -EFP- in Lettonia;
- EUNAVFOR MED "Sofia" in Mar Mediterraneo;
- USCENTCOM in Tampa - Florida.

## Onorificenze
Allo scopo di custodire in ambito Truppe Alpine le ricompense meritate da reparti inquadrati nel corso del secondo conflitto mondiale in grandi unità alpine, la Bandiera di Guerra del 2º Reggimento Trasmissioni si fregia della Medaglia d'Argento concessa con Decreto del 31 dicembre 1947 al III Battaglione Misto Genio JULIA per la sua partecipazione alla campagna di Russia (15 settembre 1942-1º febbraio 1943) e della Medaglia di Bronzo concessa con Decreto del 9 giugno 1948 sempre al III Battaglione Misto Genio JULIA per la sua partecipazione alla campagna di Grecia (5 novembre 1940-23 aprile 1941). Fino alla consegna della Bandiera di Guerra al 4º Battaglione Trasmissioni GARDENA le suddette decorazioni avevano fregiato la Bandiera di Guerra del Genio.

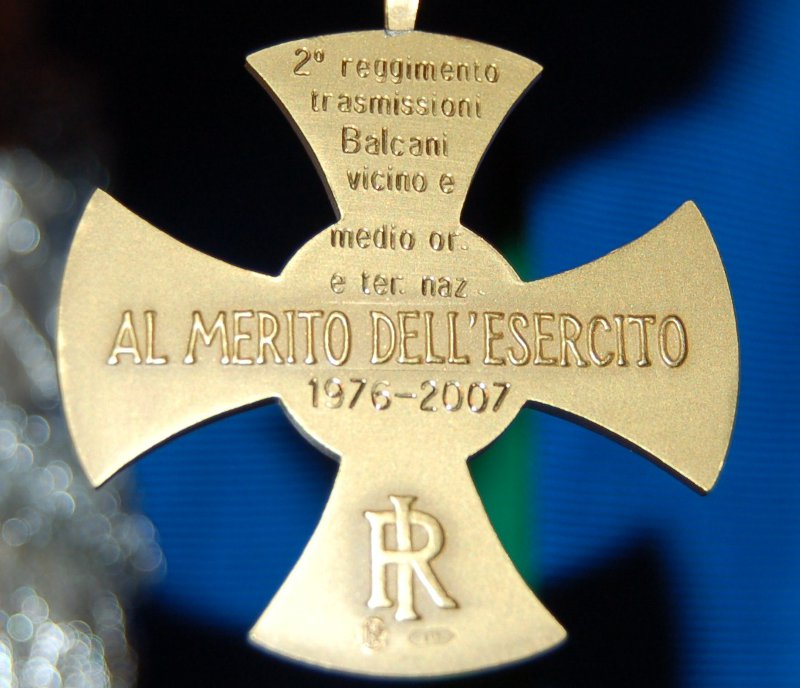
Croce al merito conferita al Reggimento nel 2007

 Medaglia d'argento al valor militare (*)
Motivazione: "Unità perfetta per addestramento e spirito combattivo, in difficilissime condizioni di clima e di terreno assolveva brillantemente i compiti dando costante e prezioso contributo allo svolgimento delle operazioni sul fronte russo. Nel corso di asprissimi combattimenti contro un nemico preponderante per numero e mezzi, interveniva più volte nel combattimenti fianco a fianco con gli alpini, contribuendo decisamente al favorevole esito delle azioni. Eroica e saldissima compagine, in successiva fase di ripiegamento, confermava, col quasi totale sacrificio di sé, le preclari virtù dei genieri alpini d'Italia." Fronte russo, 15 settembre 1942 - 1º febbraio 1943
 Medaglia di bronzo al valor militare (**)
Motivazione: "Con costante tenacia e brillante genialità, in sei lunghi mesi di guerra, in situazioni talora criticissime e sotto intenso fuoco di armi nemiche, ha sempre assicurato i collegamenti, ha costruito ponti e strade, ha preparato appostamenti difensivi, non esitando, all'occorrenza, a lasciare gli attrezzi da lavoro e gareggiare con gli alpini nel combattimento."
Fronte greco, 5 novembre 1940 - 23 aprile 1941
 Croce d'oro al merito dell'Esercito (concessa con D.M. 1015 del 5 maggio 2010)
Motivazione: “Erede di nobili virtù militari, ha operato, con generosità e ammirevole spirito di sacrificio, senza risparmio di energie, in difficili scenari operativi in Patria e all'estero. Si è prodigato, con eccelsa professionalità, per garantire in ogni circostanza collegamenti affidabili e il puntuale assolvimento delle funzioni di comando e controllo, sia in Patria, nelle operazioni di soccorso in occasione di pubbliche calamità, sia all'estero, nelle operazioni di sostegno alla pace in tutti i teatri operativi. Unità, costituita da personale dotato di formidabili capacità tecniche e sorretto da eccelse doti umane, che ha contribuito, in maniera determinante, ad accrescere il prestigio della Forza armata in Italia e all'estero.” Balcani, Vicino e medio oriente e territorio nazionale, 1976 – 2007.
(*) (**) Al fine di mantenere le tradizioni all'interno delle unità alpine, il Reggimento è insignito di due medaglie al valor militare concesse al III Battaglione Misto Genio (Divisione Alpina "Julia") ed in particolare una Medaglia d'argento (fronte russo 15 settembre 1942 - 1º febbraio 1943) e una Medaglia di bronzo (fronte greco 5 novembre 1940 - 23 aprile 1941).

## Comandanti
Di seguito la lista dei comandanti dal 1926 a oggi.

### Comandanti del 2º Reggimento
- Col. Francesco FERRI dal 15.11.1926 al 31.12.1929
- Col. Agostino PAPONE dal 01.01.1930 al 09.02.1932
- Ten. Col. Luigi GROSSO dal 10.02.1932 al 27.10.1932

### Comandanti del IV Battaglione Collegamenti poi Trasmissioni di Corpo d'Armata
- Ten. Col. Sante PARADISO dal 01.12.1951 al 19.12.1952
- Ten. Col. Giovanni BONURA dal 20.12.1952 al 04.04.1954
- Ten. Col. Francesco SPECCHIA dal 05.04.1954 al 31.08.1955
- Ten.Col. P. Attilio ROSINA dal 01.09.1955 al 15.09.1956
- Ten. Col. Giuseppe CALAMANI dal 17.12.1956 al 19.01.1958
- Ten. Col. Domenico MAZZOCCHI dal 01.03.1958 al 31.03.1959
- Ten. Col. Rodolfo WOLFSGRUBER dal 27.04.1959 all'11.06.1960
- Ten. Col. Antonio PAVAN dal 12.06.1960 al 14.05.1962
- Ten. Col. Tommaso MAGNO dal 15.05.1962 al 14.10.1964
- Ten. Col. Santino RAGALZI dal 15.10.1964 al 30.08.1966
- Ten. Col. Angelo SERRA dal 31.08.1966 al 29.09.1968
- Ten. Col. Giovanni CADURA dal 30.09.1968 al 30.09.1970
- Ten. Col. Roberto FURLANI dal 01.10.1970 al 12.12.1971
- Ten. Col. Antonio SCARAGGI dal 13.12.1971 al 30.08.1974

### Comandanti del 4º Battaglione Trasmissioni “GARDENA” del 4º Corpo d'Armata Alpino
- Ten. Col. Luigi GRAZIANO dal 31.08.1974 all'11.08.1976
- Ten. Col. Fulvio FRASCA dal 12.08.1976 all'11.08.1977
- Ten. Col. Riccardo GANZ dal 12.08.1977 al 28.08.1978
- Ten. Col. Pasquale DE SALVIA dal 29.08.1978 al 10.07.1980
- Ten. Col. Sergio LAZZAZZERA dall'11.07.1980 al 12.07.1982
- Ten. Col. Antonio LEOCI dal 13.07.1982 al 31.08.1983
- Ten. Col. Giuseppe VALENTINI dal 01.09.1983 al 05.08.1985
- Ten. Col. Paolo CAROSELLA dal 06.08.1985 al 06.08.1986
- Ten. Col. Gianfranco CALABRI dal 07.08.1986 al 28.07.1989
- Ten. Col. Luigi PELLEGRINO dal 29.07.1989 al 31.08.1990
- Ten. Col. Flavio ZORDAN dal 01.09.1990 al 07.08.1992

### Comandanti del 2º Reggimento Trasmissioni
- Col. Giulio PALLOTTINI dal 08.08.1992 al 09.08.1993
- Col. Riccardo LANTERI dal 10.08.1993 all'11.08.1994
- Col. Francesco DI PALMA dal 12.08.1994 al 30.07.1997
- Col. Giovanni BARBA dal 31.07.1997 al 26.11.2002
- Col. Massimo COLACECI dal 27.11.2002 al 20.10.2005
- Col. Camillo SILEO dal 21.10.2005 al 22.11.2007
- Col. Fabrizio GHIRETTI dal 23.11.2007 al 31.12.2008

### Comandanti del 2º Reggimento Trasmissioni Alpino
- Col. Fabrizio Ghiretti dal 01.01.2009 al 23.07.2009
- Col. Guido Cerioni dal 24.07.2009 al 04.11.2010
- Col. Andrea Artico dal 05.11.2010 al 06.09.2012
- Col. Vincenzo Valerio Carnicella dal 07.09.2012 al 16.10.2014
- Col. Marco Lelario dal 17.10.2014 al 03.10.2016
- Col. Antonio Alessandro Valzano dal 04.10.2016 al 18.09.2019
- Col. Paolo Sana dal 19.09.2019 all'11.11.2021
- Col. Nicola Grammatico dal 12.11.2021 al 28.09.2023
- Col. Carmine Spatafora dal 29.09.2023

## Persone legate al Reggimento
- Pietro Maset

## Insegne
Mostrine della specialità
- fiamma a due punte, di colore azzurro elettrico con bordo amaranto (ad indicare l'appartenenza all'arma delle trasmissioni), su rettangolo verde (ad indicare la specialità alpina)

Fregio della specialità
La fattura del fregio cambia in base al grado
- filo metallico dorato o plastica dorata per ufficiali, sottufficiali e militari di truppa in servizio permanente.
- plastica o filo nero per la truppa a ferma prefissata.

 Nappina della specialità
- amaranto, per ruolo Graduati e Militari di Truppa.
- dorata, per Ufficiali e Sottufficiali.

La nappina, presente sulla sinistra del cappello, è il dischetto, a forma semi-ovoidale, nel quale viene infilata la penna. Per il ruolo graduati e militari di truppa, tale dischetto è di lana colorata su un'anima in legno. Per gli ufficiali (non generali) e sottufficiali, la nappina è in metallo dorato.
Cappello Alpino
- Cappello Alpino per Ruolo di Appartenenza

Distintivi di Reparto

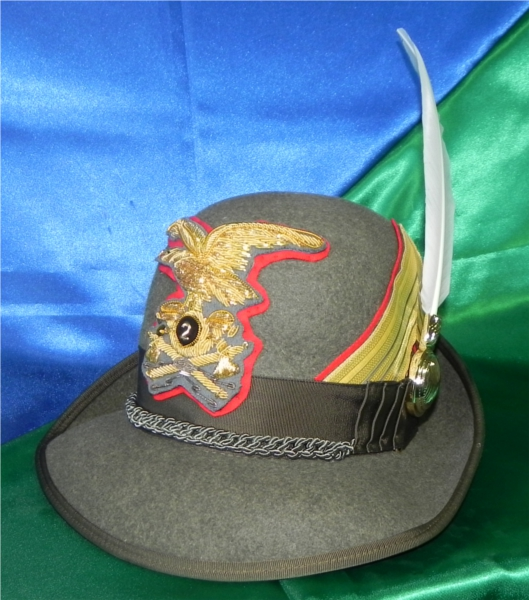
Comandante di Reggimento

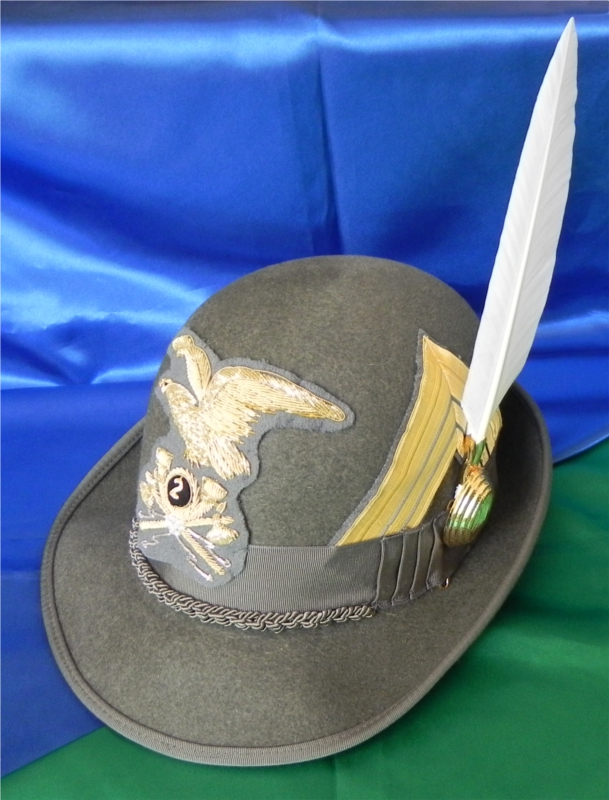
Ufficiali Superiori

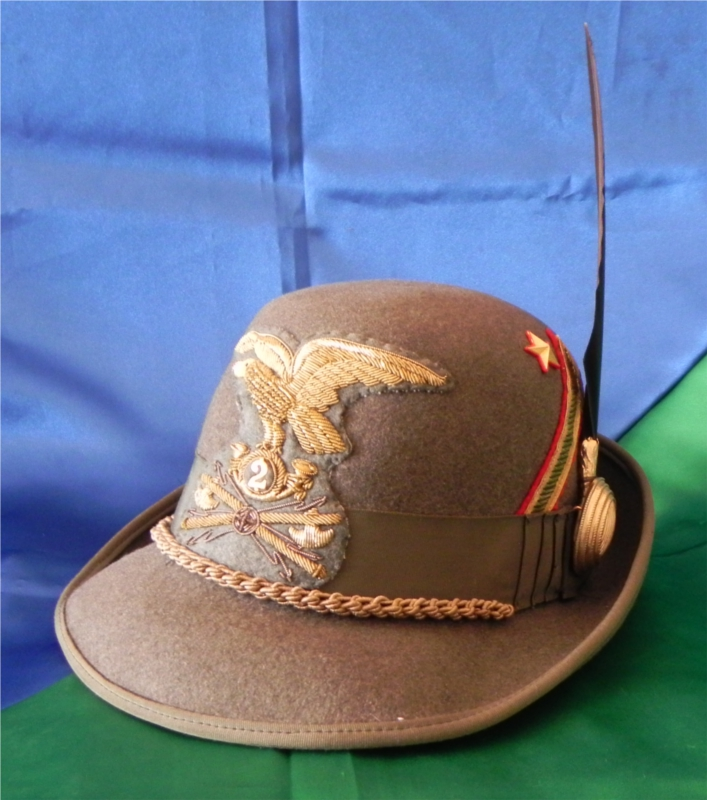
Ruolo Marescialli (Luogotenente)

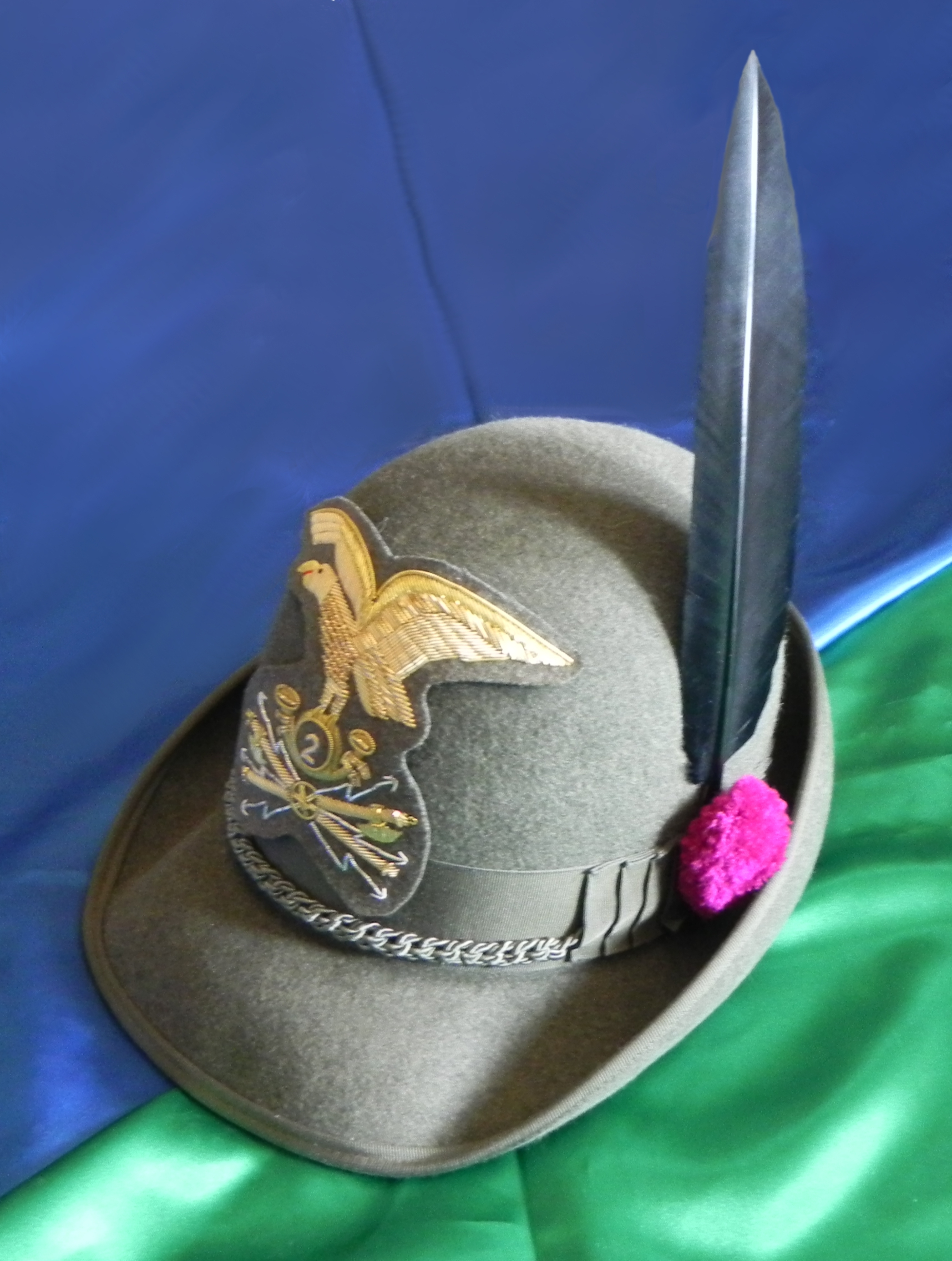
Ruolo Volontari in Servizio Permanente

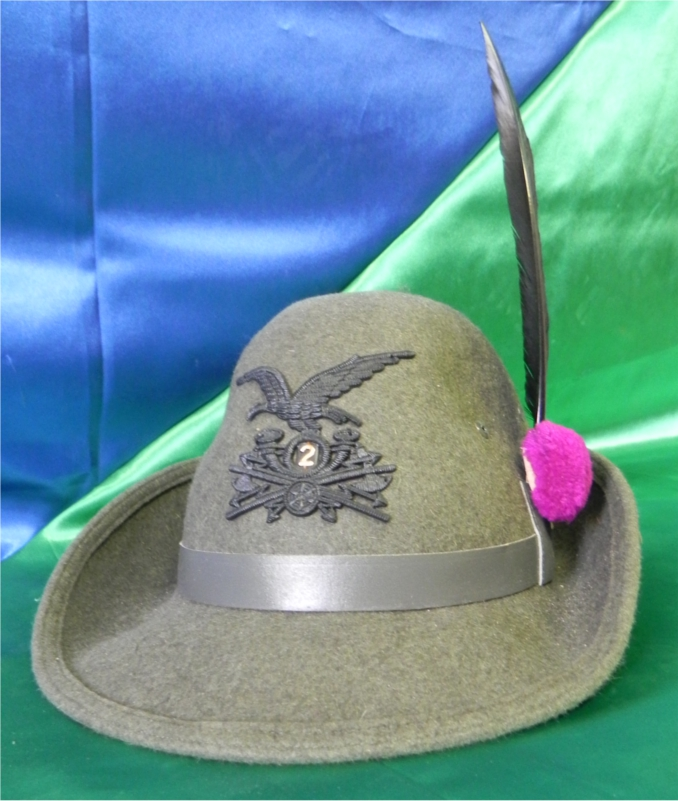
Ruolo Truppa non in Servizio Permanente

Distintivi dei disciolti reparti trasmissioni di cui il 2º Reggimento Trasmissioni Alpino ha raccolto l'eredità storica:
- Medaglia Santo Patrono

Gradi
- Trasmettitore Alpino
- Caporale
- Caporal Maggiore
- Primo Caporal Maggiore
- Caporal Maggiore Scelto
- Caporal Maggiore Capo
- Caporal Maggiore Capo Scelto
- Sergente
- Sergente Maggiore
- Sergente Maggiore Capo
- Maresciallo
- Maresciallo Ordinario
- Maresciallo Capo
- Primo Maresciallo
- Luogotenente
- Primo Luogotenente
- Sottotenente
- Tenente
- Capitano
- Maggiore
- Tenente Colonnello
- Colonnello